# Зыкин, Владимир Александрович
Владимир Александрович Зыкин (15 февраля 1935 — 3 ноября 2021) — российский учёный в области генетики и селекции ячменя и пшеницы. Доктор сельскохозяйственных наук (1989), профессор (1991), академик РАСХН (1997), академик РАН (2013).

## Образование
Окончил Пермский СХИ (1959).

## Трудовая деятельность
- 1952—1962 — младший научный сотрудник и одновременно и. о. заведующего Павлодарской государственной с.-х. опытной станции;
- 1962—1963 — заведующий Павлодарским полевым государственным сортоиспытательным участком;
- 1963—1968 — заведующий Казахским опорным пунктом Всероссийского НИИ растениеводства;
- с 1968 г. — старший научный сотрудник (1968—1971), заведующий лабораторией селекции яровой пшеницы (1972—2005), с 2005 г.- главный научный сотрудник Сибирского НИИ сельского хозяйства.

## Научные достижения
Автор 19 сортов яровой пшеницы, обладающих комплексом хозяйственно ценных признаков и свойств, отвечающих требованиям современных технологий. Автор новых методов селекции зерновых культур.

## Награды и звания
Заслуженный деятель науки Российской Федерации (1997). Награждён золотой медалью им. П. П. Лукьяненко (1991).

## Публикации
Опубликовал более 300 научных трудов. Получил 27 авторских свидетельств на изобретения и 11 патентов на сорта.
- Возделывание новых сортов сельскохозяйственных культур: метод. рекомендации / соавт.: К. Г. Азиев и др. — Новосибирск, 1979. — 47 с.
- Основы комбинационной селекции самоопылителей в условиях Западной Сибири: метод. рекомендации / соавт. Н. А. Калашник. — Новосибирск, 1984. — 58 с.
- Яровая пшеница. Интенсивная технология возделывания / соавт.: В. М. Зерфус и др. — Омск: Кн. изд-во, 1987. — 115 с.
- Программа работы Западно-Сибирского селекцентра до 2000 года: принципы и методы создания новых сортов зерновых, зернобобовых, кормовых культур и картофеля / соавт.: К. Г. Азиев и др. — Омск, 1998. — 228 с.
- Экология пшеницы / соавт.: В. П. Шаманин, И. А. Белан. — Омск: Омскбланкиздат, 2000. — 125 с.
- Гибридизация — основа рекомбинационной селекции растений / соавт. А. Х. Шакирзянов; Башк. НИИСХ, Сиб. НИИСХ. — Уфа, 2001. — 67 с.
- Методика расчёта и оценки параметров экологической пластичности сельскохозяйственных растений / ГНУ Сиб. НИИ сел. хоз-ва.- Уфа, 2005. — 99 с.
- Гибридизация растений — основа рекомбинационной селекции / ГНУ Сиб. НИИ сел. хоз-ва. — Омск: Сфера, 2007. — 87 с.
- Методика расчёта экологической пластичности сельскохозяйственных растений по дисциплине «Экологическая генетика» / ФГОУ ВПО «Ом. гос. аграр. ун-т». — Омск, 2008. — 36 с.
- Совершенствование систем земледелия в Башкортостане / соавт.: М. Г. Сираев и др. — Уфа, 2012. — 250 с.
- Оценка сортов и гибридов зерновых культур в процессе их производственного испытания: (рекомендации пр-ву) / соавт.: Х. М. Сафин, Р. С. Фахрисламов. — Уфа: Мир печати, 2013. — 38 с.